# Festa della Repubblica
La Festa della Repubblica (« Fête de la République ») est la fête nationale italienne qui est célébrée tous les 2 juin. Elle est une journée de célébration nationale italienne établie pour commémorer la naissance de la République italienne. Elle est célébrée chaque année le 2 juin, date du référendum institutionnel de 1946, et la principale célébration a lieu à Rome. La fête de la République italienne est l'un des symboles patriotiques de l'Italie.
La cérémonie à Rome comprend le dépôt d'une couronne de laurier en hommage au Soldat inconnu à l'Altare della Patria par le président de la République italienne et un défilé militaire le long de la Via dei Fori Imperiali.

## Histoire

### Référendum de 1946
Les 2 et 3 juin 1946 s'est tenu le référendum institutionnel au cours duquel les Italiens ont été appelés aux urnes pour décider de la forme d'État — monarchie ou république — à donner au pays. Le référendum a été organisé à la fin de la Seconde Guerre mondiale, quelques années après la chute du fascisme, le régime dictatorial que la Maison de Savoie avait laissé fonctionner — avec parfois même le soutien actif de ses membres — pendant plus de 20 ans.
Les partisans de la république choisirent le symbole de l'Italia turrita, personnification nationale de l'Italie, pour la campagne électorale et le bulletin de vote du référendum sur la forme institutionnelle de l'État, par opposition aux armoiries des Savoie, qui représentaient plutôt la monarchie, ce qui suscita diverses controverses, car l'iconographie de la personnification allégorique de l'Italie avait, et a toujours, une signification universelle et unificatrice qui aurait dû être commune à tous les Italiens et non pas à une partie d'entre eux seulement. Ce fut également la dernière apparition institutionnelle, au sens héraldique, de l'Italie surmontée d'une tourelle. L'Italia turrita est une figure allégorique féminine personnifiant l'Italie. Sa principale caractéristique est une couronne murale (turrita en italien, « avec des tours » en français) ceinte sur la tête d'une jeune femme, typique de l'héraldique civique italienne d'origine communale. De façon plus générale, la couronne symbolise son histoire essentiellement urbaine.
Le référendum institutionnel est le premier vote au suffrage universel organisé en Italie. Le résultat de la consultation populaire est officialisé le 18 juin 1946 par la Cour de cassation. Le choix de la république l'emporte avec 12 717 923 voix contre 10 719 284 voix pour la monarchie (respectivement 54,3 % et 45,7 % des suffrages exprimés) ; 1 488 136 votes sont nuls.
Le Roi d'Italie Umberto II de Savoie décide le 13 juin de quitter l'Italie et de s'exiler au Portugal pour éviter que les affrontements entre monarchistes et républicains, qui s'étaient déjà manifestés par des événements sanglants dans plusieurs villes italiennes, ne s'étendent à tout le pays. À partir du 1er janvier 1948, date d'entrée en vigueur de la Constitution de la République, les descendants mâles d'Umberto II de Savoie sont interdits d'entrée en Italie. Cette disposition a été abrogée en 2002.

### La photo devenue un symbole

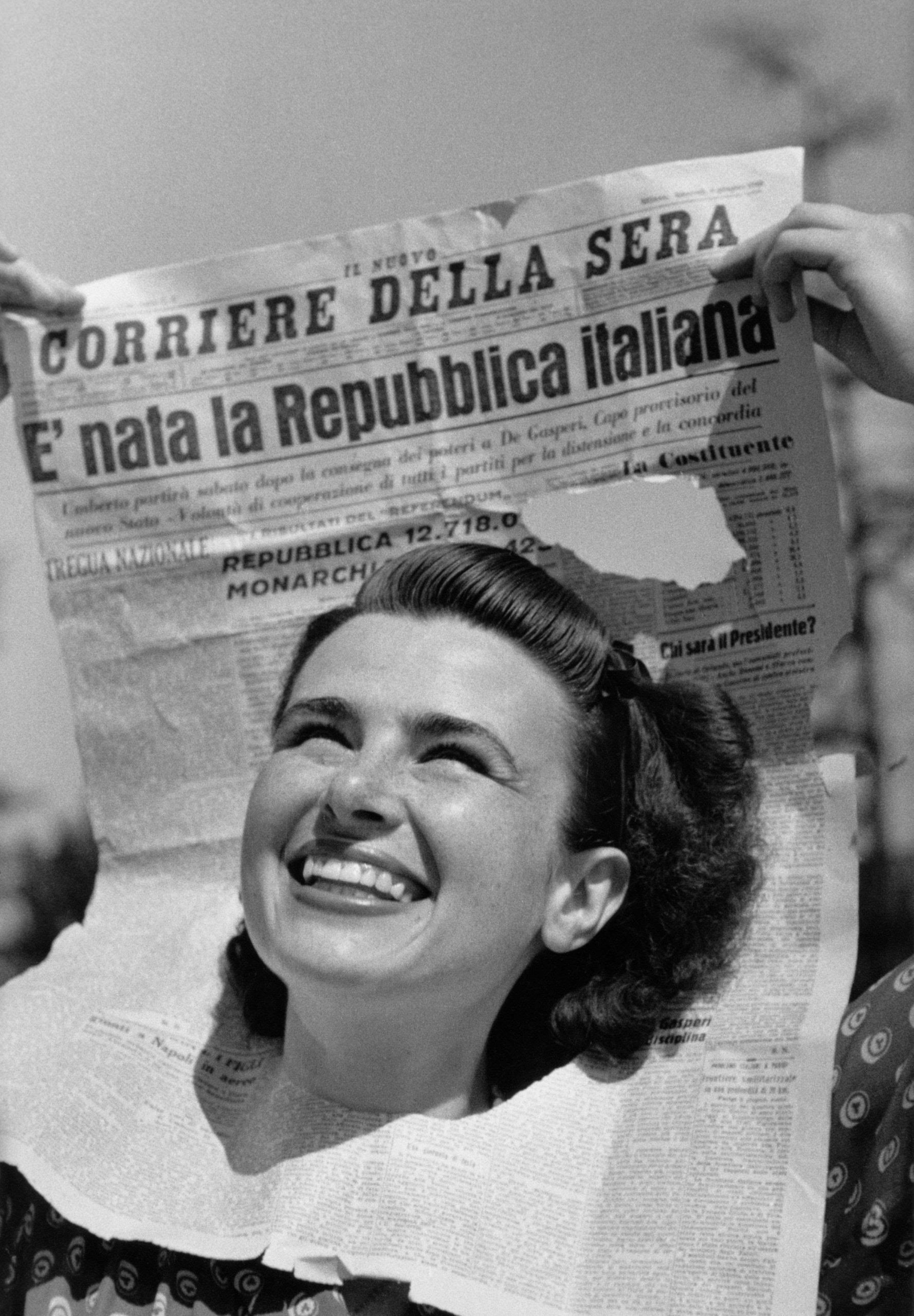
Femme brandissant un exemplaire du Nuovo Corriere della Sera du 6 juin 1946

La photo, devenue par la suite un "symbole" des célébrations du résultat du référendum, montre le visage d'une jeune femme émergeant d'un exemplaire du Nuovo Corriere della Sera du 6 juin 1946 avec le titre "La République italienne est née".
La photo a été prise par Federico Patellani pour l'hebdomadaire Tempo (n° 22, 15-22 juin 1946) dans le cadre d'une séance photo célébrant la République et le nouveau rôle des femmes, elle a également figuré en première page du même Corriere della Sera et a été réutilisée par la suite dans de nombreuses campagnes et affiches. L'original est conservé au Musée de la photographie contemporaine.
Ce n'est qu'en 2016 que la femme a été identifiée comme étant Anna Iberti (1922-1997).

### Célébrations successives
Le 2 juin, la naissance de la nation moderne est célébrée de la même manière que le 14 juillet français (anniversaire de la prise de la Bastille) et le 4 juillet américain (anniversaire de la déclaration d'indépendance de la Grande-Bretagne). Le 17 mars, quant à lui, célèbre l'unification de l'Italie et la naissance de l'État italien, en l'honneur de la proclamation du royaume d'Italie. Avant la naissance de la République, la fête nationale du royaume d'Italie était le jour du Statuto Albertino, qui se tenait le premier dimanche de juin.
La première célébration de la fête de la République italienne a lieu le 2 juin 1947, tandis que 1948 voit le premier défilé militaire sur la Via dei Fori Imperiali à Rome ; le 2 juin est définitivement déclaré fête nationale en 1949. À cette occasion, le cérémonial comprend la revue militaire des forces armées par le président de la République italienne, l'événement se déroule sur la Piazza Venezia, devant le Vittoriano. Après le dépôt de la couronne de laurier au Milite Ignoto par le président de la République, les bannières des forces armées quittent la formation, descendent les marches du monument et rendent hommage au président.
En 1949, avec l'entrée de l'Italie dans l'OTAN, dix célébrations simultanées sont organisées dans tout le pays : à cette occasion, pour marquer le lien de la nouvelle république avec le mazzinianisme, un courant du Risorgimento dirigé par Giuseppe Mazzini, fervent républicain, un monument commémoratif à la mémoire du patriote génois est inauguré sur l'actuelle Piazzale Ugo La Malfa à Rome, devant lequel se déroule la principale manifestation de la fête de la République.
En 1961, la principale célébration de la Fête de la République a eu lieu non pas à Rome, mais à Turin, la première capitale de l'Italie unifiée. Turin a été la capitale de l'Italie de 1861 à 1865, suivie de Florence (1865-1871) et enfin de Rome, qui était sa capitale depuis 1871. Toujours en 1961, le centenaire de l'unification de l'Italie (1861-1961) est célébré concomitamment. En 1963, l'événement n'a pas lieu le 2 juin par respect pour l'état de santé du pape Jean XXIII (qui agonisait et devait mourir le lendemain) et est reporté au 4 novembre, en même temps que la journée de l'unité nationale et des forces armées.
Lors du 50e anniversaire de l'entrée de l'Italie dans la Première Guerre mondiale, en 1965, les bannières des unités militaires ayant participé à la Première Guerre mondiale, mais n'ayant plus d'activité, ont toutefois été admises à la célébration principale à Rome. Plus précisément, l'Italie a officiellement commencé ses opérations militaires dans la Première Guerre mondiale le 24 mai 1915, avec un premier coup de canon tiré depuis le fort Verena, sur le plateau d'Asiago, en direction des forteresses autrichiennes situées sur la Piana di Vezzena : le premier fantassin du Regio Esercito qui a franchi la frontière se voit dédier la première strophe de La Canzone del Piave.
En raison de la grave crise économique qui a frappé l'Italie dans les années 1970, afin de limiter les dépenses publiques et sociales, la loi n° 54 du 5 mars 1977 a fait de la fête de la République une "fête mobile" et l'a déplacée au premier dimanche de juin, ce qui a entraîné la suppression du 2 juin en tant que jour férié lié à la fête de la République. Depuis 2001, sous l'impulsion du président de la République Carlo Azeglio Ciampi, protagoniste, au début du XXIe siècle, d'une action plus générale de valorisation des symboles patriotiques italiens, la fête de la République a repris sa place traditionnelle le 2 juin, qui est ainsi redevenu un jour férié à part entière.
En 2018, la célébration principale à Rome a également été suivie par les drapeaux et les bannières des unités militaires actives et supprimées qui ont participé à la Première Guerre mondiale. Cette année-là a également commémoré le 100e anniversaire de la victoire de l'Italie sur l'Autriche-Hongrie lors de la Première Guerre mondiale, qui a eu lieu le 4 novembre 1918.
En 2020, la célébration et le discours du président de la République Sergio Mattarella ont eu lieu à Codogno, la commune où s'est déclaré le premier foyer confirmé de la pandémie de COVID-19 en Italie.